# 岡元直熊
岡元 直熊（おかもと なおぐま、1865年3月7日（慶応元年2月10日）- 1912年（大正元年）9月9日）は、明治期の弁護士、政治家。衆議院議員。

## 経歴
薩摩国薩摩郡入来郷浦之名村（鹿児島県薩摩郡入来郷浦之名、入来村、入来町を経て現薩摩川内市入来町浦之名）で、岡元九左衛門、かね の長男として生まれた。入来郷校で学び、教師不足のため14歳で生徒兼助教を務めた。1881年（明治14年）鹿児島県師範学校に入学し、卒業して入来小学校で教員を務めた。その後、上京して明治法律学校（現明治大学）で学び、1887年（明治20年）に卒業して、代言人試験に合格し、1890年（明治23年）鹿児島市で代言人（弁護士）を開業した。
奄美大島で興産商社と島民の間でが砂糖買付を巡る紛争が起こり、島民が岡元に助けを求め、岡元は大島に訴訟事務所を開設し島民の信頼を得て「第二の南洲翁」と称された。
島民の支持を得て、1902年（明治35年）8月、第7回衆議院議員総選挙（鹿児島県大島、立憲政友会）で当選したが、1903年（明治36年）3月の第8回総選挙（鹿児島県大島、立憲政友会）では落選し、衆議院議員に1期在任した。
その後、大島からのちの川内市（現薩摩川内市）に移り弁護士事務所を開いた。